# Grækenlands premierministre
Grækenlands uafhængighed fra det Osmanniske Rige blev anerkendt i 1830. Grækenlands premierminister har været:

## Første græske republik(1822-1832)
Tekst mangler, hjælp os med at skrive teksten

## Kongeriget Grækenland(1832-62)
Tekst mangler, hjælp os med at skrive teksten

## Kongeriget Grækenland(1863-1924)
Tekst mangler, hjælp os med at skrive teksten

## Anden græske republik(1924-35)
Tekst mangler, hjælp os med at skrive teksten

## Kongeriget Grækenland(1935-67)
- Georgios Kondylis (1935)
- Konstantinos Demertzis (1935-36)
- Ioannis Metaxas (1936-41)
- Alexandros Koryzis (1941)
- Emmanouil Tsouderos (1941-44)
- Sophokles Venizelos (1944)
- Georg Papandreou (1944-45)
- Nikolaos Plastiras (1945)
- Petros Voulgaris (1945)
- Ærkebiskop Damaskinos af Athen (1945)
- Panagiotis Kanellopoulos (1945)
- Themistoklis Sofoulis (1945-46)
- Panagiotis Poulitsas (1946)
- Konstantinos Tsaldaris (1946-47)
- Dimitrios Maximos (1947)
- Konstantinos Tsaldaris, 2. gang (1947)
- Themistoklis Sofoulis, 2. gang (1947-49)
- Alexandros Diomidis (1949-50)
- Ioannis Theotokis (1950)
- Sophokles Venizelos, 2. gang (1950)
- Nikolaos Plastiras, 2. gang (1950)
- Sophokles Venizelos, 3. gang (1950-51)
- Nikolaos Plastiras, 3. gang (1951-52)
- Dimitrios Kiousopoulos (1952)
- Alexander Papagos (1952-55)
- Konstantinos Karamanlis (1955-58)
- Konstantinos Georgakopoulos (1958)
- Konstantinos Karamanlis, 2. gang (1958-61)
- Konstantinos Dovas (1961)
- Konstantinos Karamanlis, 3. gang (1961-63)
- Georg Papandreou, 2. gang (1963)
- Ioannis Paraskevopoulos (1963-64)
- Georg Papandreou, 3. gang (1964-65)
- Georgios Athanasiadis-Novas (1965)
- Ilias Tsirimokos (1965)
- Stefanos Stefanopoulos (1965-66)
- Ioannis Paraskevopoulos, 2. gang (1966-67)
- Panagiotis Kanellopoulos (1967)

## Militærdiktatur(1967-74)
- Konstantinos Kollias (1967)
- Georgios Papadopoulos (1967-73)
- Spyros Markezinis (1973)
- Adamantios Androutsopoulos (1973-74)

## Tredje græske republik(1974 – )
- Konstantinos Karamanlis, 4. gang (1974-80)
- Georgios Rallis (1980-81)
- Andreas Papandreou (1981-89)
- Tzannis Tzannetakis (1989)
- Yiannis Grivas (1989)
- Xenophon Zolotas (1989-90)
- Konstantinos Mitsotakis (1990-93)
- Andreas Papandreou, 2. gang (1993-96)
- Kostas Simitis (1996-2004)
- Kostas Karamanlis (2004-2009)
- Georg Papandreou (2009-2011)
- Loukas Papademos (2011-2012)
- Panagiotis Pikrammenos (2012)
- Antonis Samaras (2012-2015)
- Alexis Tsipras (2015-2015)
- Vassiliki Thanou-Christophilou (2015)
- Alexis Tsipras, 2. gang (2015-2019)
- Kyriakos Mitsotakis (2019-2023)
- Ioannis Sarmas (2023)
- Kyriakos Mitsotakis, 2. gang (2023-)